# 上海郵政総局

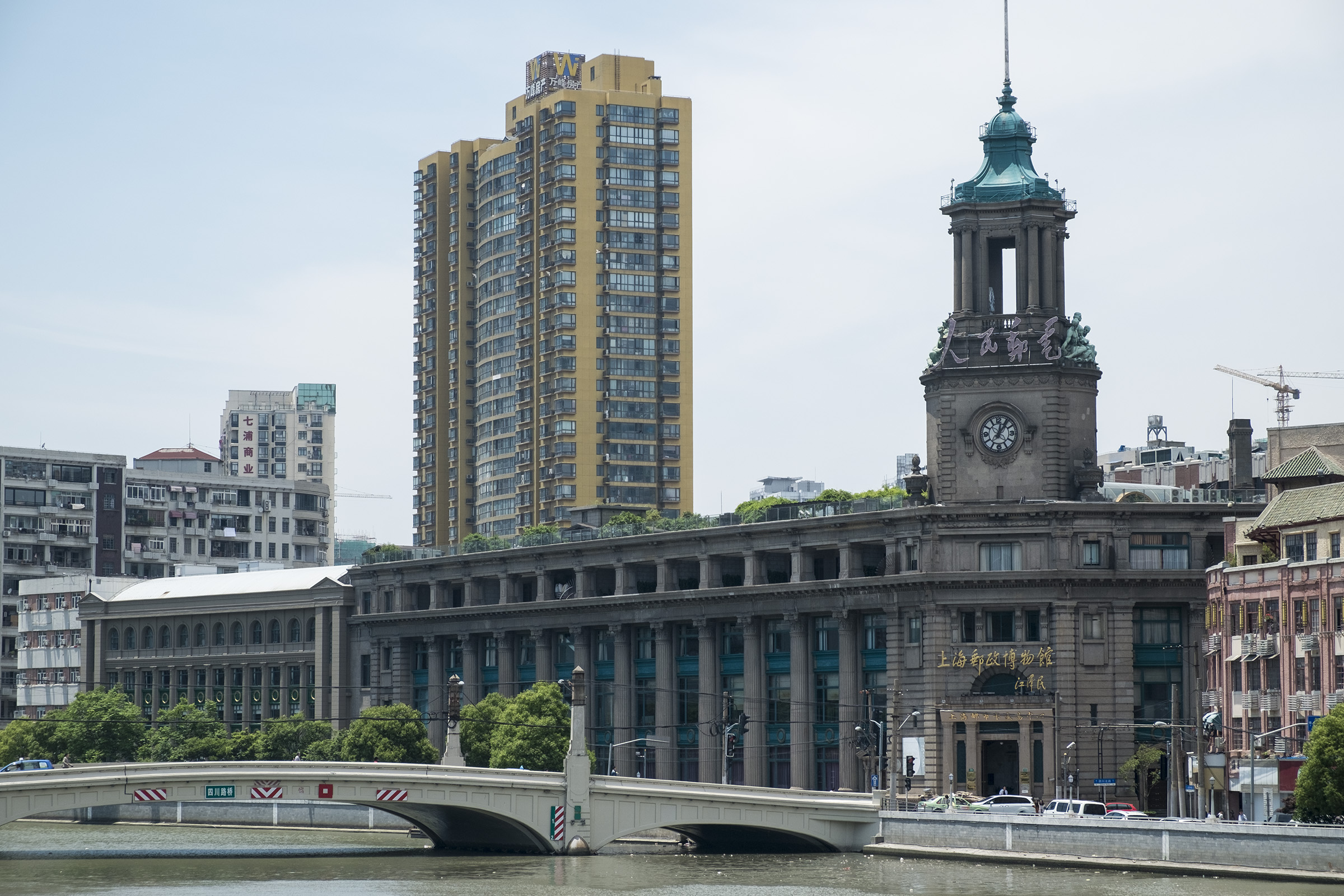
上海郵政総局ビル

上海郵政総局（しゃんはいゆうせいそうきょく）は、上海市虹口区北蘇州路276号に位置する建築である。この建物は1924年に竣工し、極東最大規模の郵便局として誇った。現在は中国郵政グループ上海支社、および四川路橋郵便局の所在地である。
上海郵政博物館はこの建築に入居している。